# Ludwig von Schröder
Ludwig von Schröder (ur. 17 lipca 1854 w Hintzenkamp, zm. 23 lipca 1933 w Berlinie) - admirał Cesarskiej Marynarki Wojennej, uczestnik I wojny światowej.

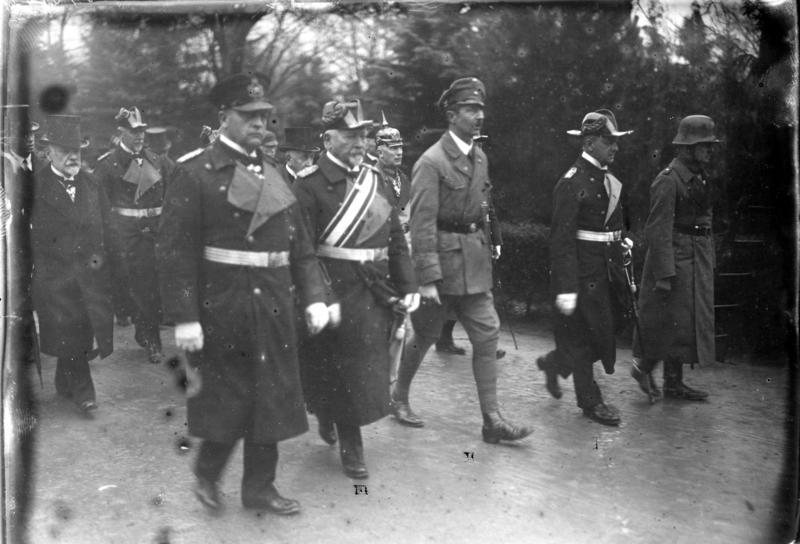
Pogrzeb admirała Reinharda Scheera w Weimarze. 1928 rok. Od lewej idą admirał Erich Raeder i admirał Ludwig von Schröder.

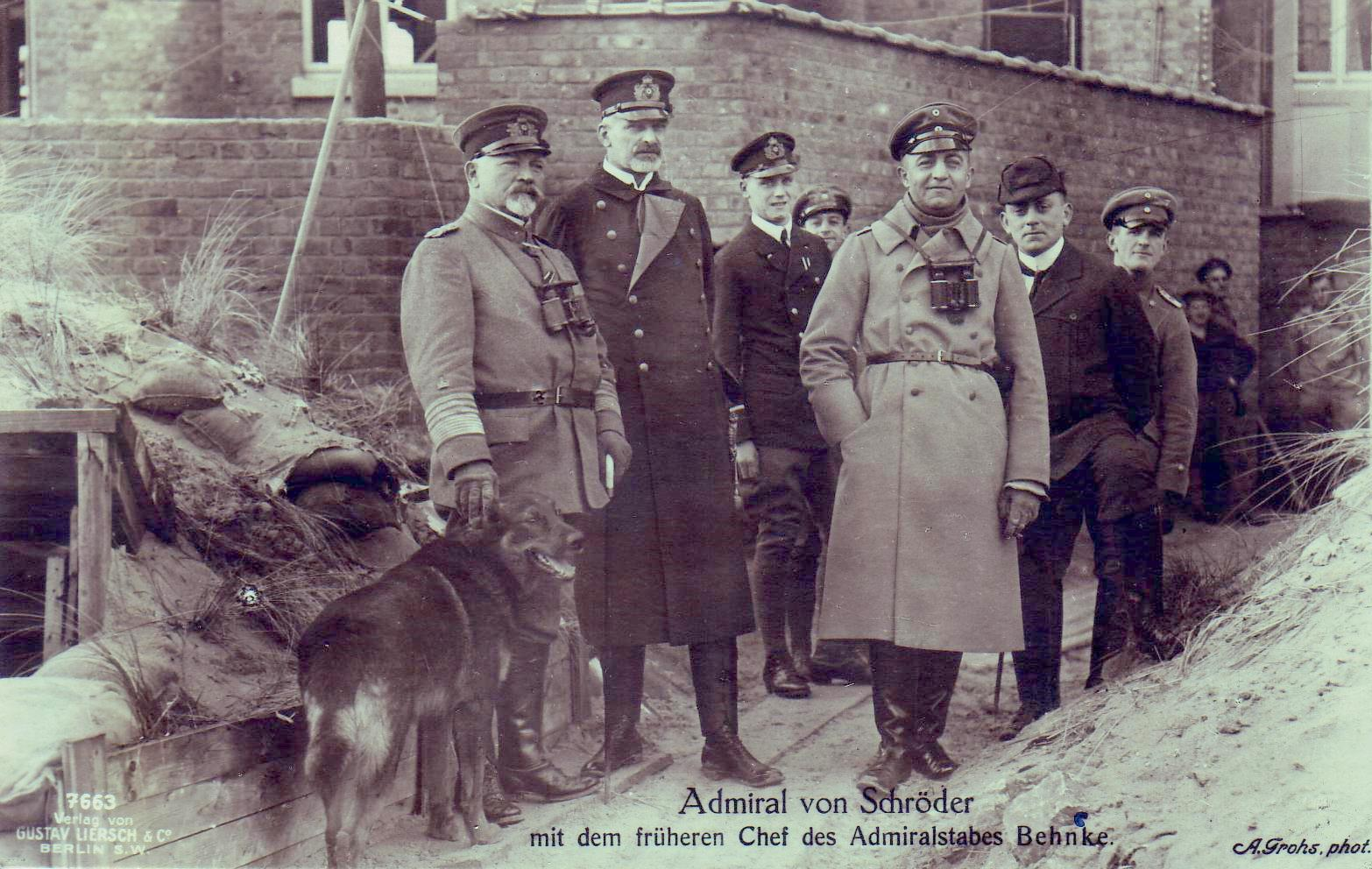
Admirał von Schröder z Szefem Sztabu Marynarki admirałem von Behncke.

## Życiorys
W 1871 roku wstąpił do Cesarskiej Marynarki Wojennej. Swój pierwszy przydział morski otrzymał na korwecie SMS „Gazelle”, na której pokładzie odbył podróż do Indii. W 1876 roku służył w eskadrze kontradmirała Batscha, która odbyła wizytę w Turcji celem odzyskania odszkodowania za zamordowanie niemieckiego konsula w Salonikach. W 1878 roku awansowany do stopnia porucznika marynarki. Po awansie otrzymał przydział na korwetę SMS „Freya”, wchodzącej w skład Eskadry Wschodnioazjatyckiej. W 1886 roku awansowany na kapitana marynarki, został pierwszym oficerem okrętu szkoleniowego SMS „Blücher”, a następnie oficerem nawigacyjnym okrętów SMS „Sangerjanssen Baden” i SMS „Kaiser”. Od 1892 roku przydzielony, jako wykładowca, do Akademii Morskiej w Kilonii. Po 2 latach służby w Kilonii przeniesiony został na stanowisko pierwszego oficera pancernika SMS „Wörth”. W 1898 roku, w stopniu komandora porucznika (niem. Fregattenkapitän), powierzono mu dowództwo okrętu szkolnego SMS „Moltke”. Rok później awansowany na stopnień komandora i przeniesiony na stanowisko dowódcy Akademii Marynarki. W 1903 roku stanął na czele ekspedycji do Wenezueli, którą dowodził z pokładu krążownik pancernopokładowego SMS „Vineta”. W stopniu kontradmirała, w 1905 roku, został dowódcą Inspektoratu Artylerii Marynarki Wojennej. Funkcję tę piastował do 1907 roku, kiedy powierzono mu dowództwo 2. eskadry Hochseeflotte. W latach 1910-1912 był dowódcą Bazy Marynarki Wojennej Morza Północnego. 27 stycznia 1911 roku, w dzień urodzin cesarza Wilhelma II został awansowany na stopień admirała. 6 maja 1912 roku odszedł w stan spoczynku. Do służby przywrócony po wybuchu I wojny światowej. Został wówczas dowódcą Korpusu Piechoty Marynarki z siedzibą w Brugii i powierzono mu obronę wybrzeża flamandzkiego. W trakcie pełnienia tej funkcji odznacznony został Orderem Pour le Mérite, do którego 8 stycznia 1918 roku otrzymał liście dębu. Służbę wojskową zakończył ostatecznie w 1918 roku.

## Odznaczenia
Odznaczenia admirała von Schrödera to między innymi:
- Order Pour le Mérite z liśćmi dębu (Prusy)
- Order Orła Czerwonego I klasy z liśćmi dębu (Prusy)
- Order Królewski Korony I klasy (Prusy)
- Krzyż Żelazny I klasy (Prusy)
- Odznaka za Służbę Wojskową (Prusy)
- Krzyż Zasługi I klasy Orderu Hohenzollernów Ordynku Książęcego (Prusy)
- Krzyż Wielki I klasy Orderu Zasługi Wojskowej z mieczami (Bawaria)
- Krzyż Zasługi Wojennej (Brunszwik)
- Bremeński Krzyż Hanzeatycki (Brema)
- Hamburski Krzyż Hanzeatycki (Hamburg)
- Order Zasługi Wojskowej I klasy (Hesja)
- Lubecki Krzyż Hanzeatycki (Lubeka)
- Krzyż Zasługi Wojskowej II klasy (Meklemburgia)
- Krzyż Wielki Orderu Alberta z gwiazdą i mieczami (Saksonia)
- Krzyż Zasługi Wojennej I klasy (Saksonia-Meiningen)
- Krzyż Wielki Orderu Ernestyńskiego z mieczami (Saksonia)
- Krzyż za Wierną Służbę (Schaumburg-Lippe)
- Krzyż Wielki Orderu Korony Wirtemberskiej (Wirtembergia)
- Komandor Orderu Avis (Portugalia)
- Order Świętego Stanisława II klasy (Imperium Rosyjskie)
- Komandor I klasy Orderu Miecza (Szwecja)
- Krzyż Wielki Zasługi Morskiej (Hiszpania)